# Malá Lodina (stacja kolejowa)
Malá Lodina – stacja kolejowa znajdująca się we wsi Malá Lodina na linii kolejowej nr 180 w kraju koszyckim na Słowacji.